# Čech (noviny)
Čech byl název katolicky zaměřených novin, které vycházely v Praze od roku 1869 (ročník 1) do roku 1896 (ročník 28) a pak znovu od roku 1904 (ročník 29) do roku 1937 (ročník 62). V letech 1897–1904 vycházely tyto noviny pod názvem Katolické listy.
V době svého založení reprezentovaly tyto noviny katolickou skupinu Národní strany staročeské. Zpočátku vycházely noviny jako týdeník, v roce 1871 už 3krát týdně a od roku 1872 jako deník. Až od roku 1932 to byl opět týdeník.
Prvním zodpovědným redaktorem byl Jan Drozd (1869), později noviny vydávali Antonín Schmitt (1870), Karel Jelen (1871), Jan Černý (1872), Fr. A. Šubert, Petr Kopal, Josef Hubáček (1875), Václav Beneš (1876–1878), Jan Zeman, Václav Kotrba. Po roce 1904 tu působili např. Bohumil Eichler (1904–1907), Václav Myslivec (1907–1908), Václav Špaček (1908), Jan Švec-Blanický (1909–1910), Alois Schutz (1910–1912), Antonín Jakoubek (1912–1913 a 1914–1932), Antonín Drápalík (1913–1914).
Název pravidelných příloh se také měnil: Methud (1870), Nedělní dělnická příloha (1889–1893), Nedělní příloha Čecha a Hospodářský list (od roku 1895), Neděle (1920–1935).